# محوطه پس باغ
محوطه پس باغ مربوط به دوران‌های تاریخی پس از اسلام است و در شهرستان رودسر، بخش رحیم آباد، روستای درگاه واقع شده و این اثر در تاریخ ۲۷ بهمن ۱۳۸۲ با شمارهٔ ثبت ۱۰۹۸۴ به‌عنوان یکی از آثار ملی ایران به ثبت رسیده‌است.